# Manuela Wiesler
Manuela Wiesler (22. juli 1955 i Itapiranga – 22. december 2006 i Wien) var en østrigsk fløjtenist. 
Wiesler var datter af østrigsk kameramand og en danserinde. Hung blev født i Brasilien, kom til Wien med sin familie i 1957, hvor hun studerede på musikakademiet fra 1967 til 1971. Hun fortsatte sin uddannelse i Paris hos Alain Marion og Aurèle Nicolet. I 1973 flyttede hun til Island. I 1976 vandt hun den nordiske konkurrence i kammermusik i Helsinki. Tre år senere debuterede hun i London, og i 1980 spillede hun ved biennalen i København.
Derefter boede hun nogle år i Sverige, men i 1985 vendte hun tilbage til Wien. Hendes repertoire koncentrerede sig om de nordiske komponisters værker; fx (Carl Nielsen, Þorkell Sigurbjörnsson og Ketil Hvoslef) , men hun spillede også værker af André Jolivet, Marin Marais, Claude Debussy og Jean Françaix.

## Diskografi
- Sigurbjörnsson: Portrait, 1981
- Jolivet: Flute Music Vol. 2, 1984
- Kroumata Percussion Ensemble & Manuela Wiesler, 1984
- Schubert: Variations on „Trockne Blumen“, 1988
- Manuela Plays French Solo Flute Music, 1989
- Musica Vitae Plays Nordic Music, Vol.2, 1989
- Stonewave, 1989
- To Manuela, 1989
- The Russian Flute, 1990
- Gunnar Berg: Pastourelle; Cosmogonie; Aria, 1991
- Manuela Plays French Flute Concertos, 1991
- André Jolivet: The Complete Flute Music, Vol. 1, 1992
- French Orchestral Works, 1993
- Oiseaux tendres, 1993
- Sigurbjörnsson: Flute Concertos, 1995
- Sven-Erik Bäck: Chamber Music, 1995
- Your Favourite Classics, 1995
- Vagn Holmboe: Concertos for Recorder & Flute, 1997
- Bridges to Japan, 1999
- Frank Martin: Vocal and Chamber Music
- Hvoslef: Sextet; Double Concerto for flute & guitar
- Small is beautiful- Short Pieces for Solo Flute , 1997